# Référendum constitutionnel malien de 2023
Le  référendum constitutionnel malien de 2023 a lieu le 18 juin 2023 afin de permettre à la population du Mali de se prononcer sur un projet de nouvelle constitution visant notamment à davantage de décentralisation, dans le cadre des accords de paix de la guerre du Mali, tout en accroissant significativement les pouvoirs du président de la République. 
Depuis 1992, plusieurs présidents ont tenté sans succès de modifier la Constitution, dont notamment Amadou Toumani Touré. Par la suite, son successeur Ibrahim Boubacar Keïta publie un projet de réforme abouti qu'il tente de soumettre au référendum. Initialement prévu pour 9 juillet 2017 puis reporté à une date indéterminée, le projet de référendum est longtemps mis en suspens avant d'être fixé au 31 octobre 2021 à la suite du coup d'État organisé en août 2020, puis repoussé sine die après le suite du coup d'État organisé en mai 2021, puis fixé au 18 juin 2023 après un léger report.
Favorable à la junte d'Assimi Goïta dont les membres sont exonérés de poursuites et désormais éligibles à l'élection présidentielle prévue l'année suivante, le projet est boycotté par une partie de l'opposition. L'organisation du référendum est par ailleurs entravée dans le nord du pays, et émaillé d'incidents et d'irrégularités sur le reste du territoire. 
La nouvelle constitution est approuvée à une large majorité de plus de 97 % suffrages exprimés, pour une participation d'un peu plus de 38 % des inscrits, en baisse par rapport au référendum de 1992. La constitution de la Quatrième république est promulguée le 22 juillet suivant.

## Étapes du projet

### Premier calendrier

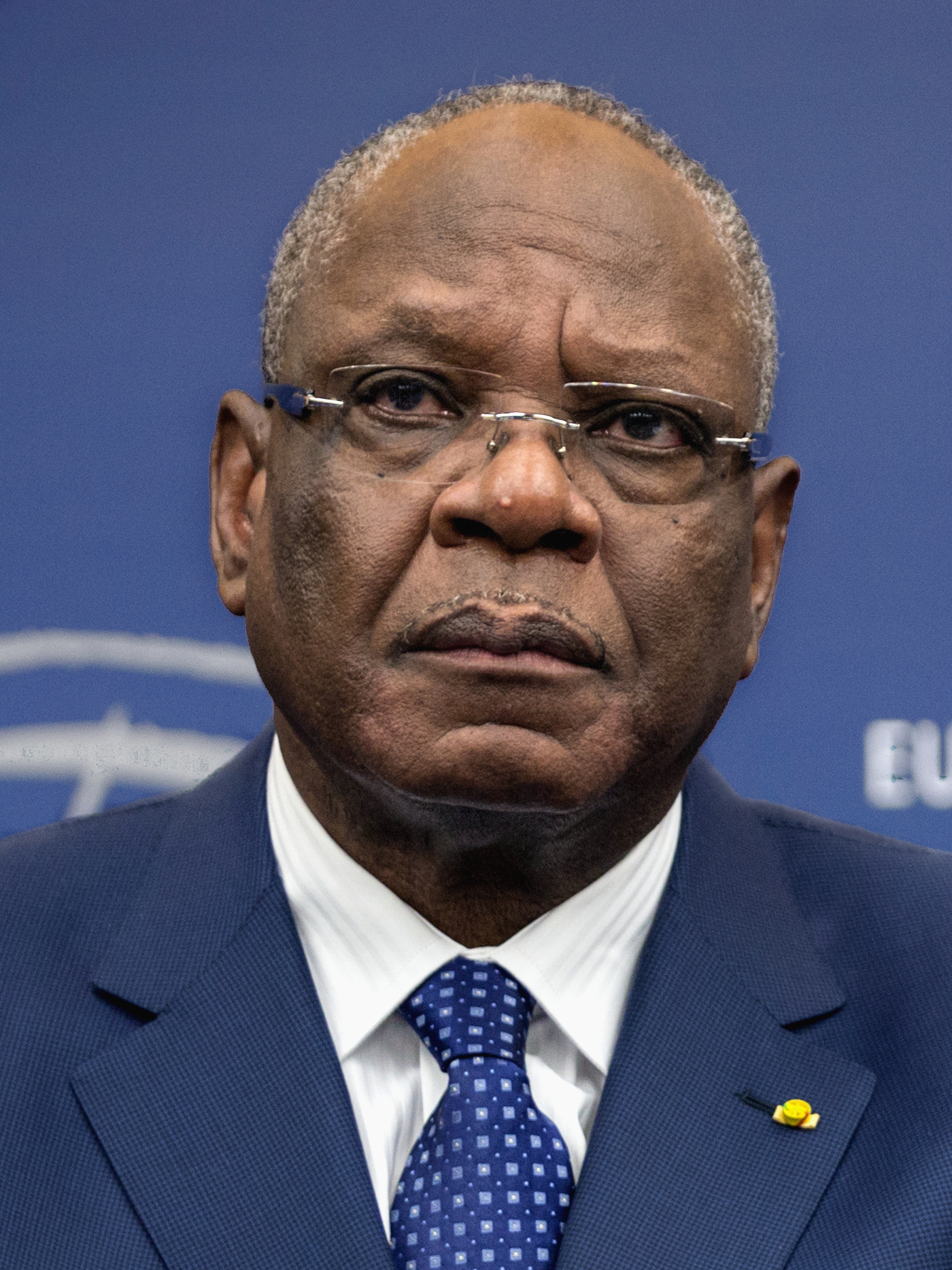
Ibrahim Boubacar Keïta

La création d'un Sénat était un projet de longue date du président Amadou Toumani Touré (2002-2012), mais celui-ci avorte du fait de son renversement lors du coup d'État de 2012 au Mali.
Le projet de révision constitutionnelle initial vise notamment à mettre en œuvre certains engagements de l'accord pour la paix et la réconciliation au Mali signé en 2015, en confiant un rôle accru aux collectivités territoriales. Seraient ainsi mis en place des conseils régionaux élus dans les dix régions du Mali — dont deux nouvellement créés au nord — allant de pair avec la création d'un Sénat (chambre haute), offrant ainsi une meilleure représentativité au nord du pays, faiblement peuplé mais très étendu. Il prévoit également la création d'une Cour des comptes. Il permettrait au président de nommer un tiers des membres du Sénat, ainsi que le président de la Cour constitutionnelle.
Le projet est adopté en mars en Conseil des ministres puis approuvé début juin par l'Assemblée nationale. Initialement prévu pour le 9 juillet 2017, le référendum est reporté, il est alors porté par le président en exercice Ibrahim Boubacar Keïta, dit IBK, le reporté sine die après des manifestations d'opposants,.
Le 21 juin, cependant, le gouvernement décide de le reporter à une date indéterminée à la suite de plusieurs manifestations simultanées réunissant des milliers de maliens dans le pays. Les manifestants sont en effet opposés à une réforme jugée comme accordant trop de pouvoir au président, et à un scrutin organisé alors que l'ensemble du territoire n'est toujours pas sous le contrôle entier du gouvernement. 
La possibilité pour le président IBK de nommer le président de la cour constitutionnelle, alors que celui-ci est chargé de l'annonce des résultats des élections, est également considéré avec suspicion par l'opposition.
Plus de 6 000 jeunes participent néanmoins le 29 juin à une manifestation de soutien au projet. Le 3 juillet le président IBK réaffirme en marge du G5 Sahel sa volonté de mener à bien le référendum, affirmant «Si je [faisait marche arrière sur le projet référendaire], je trahirais mon pays et la signature de mon pays. Je ne le ferai pas ».

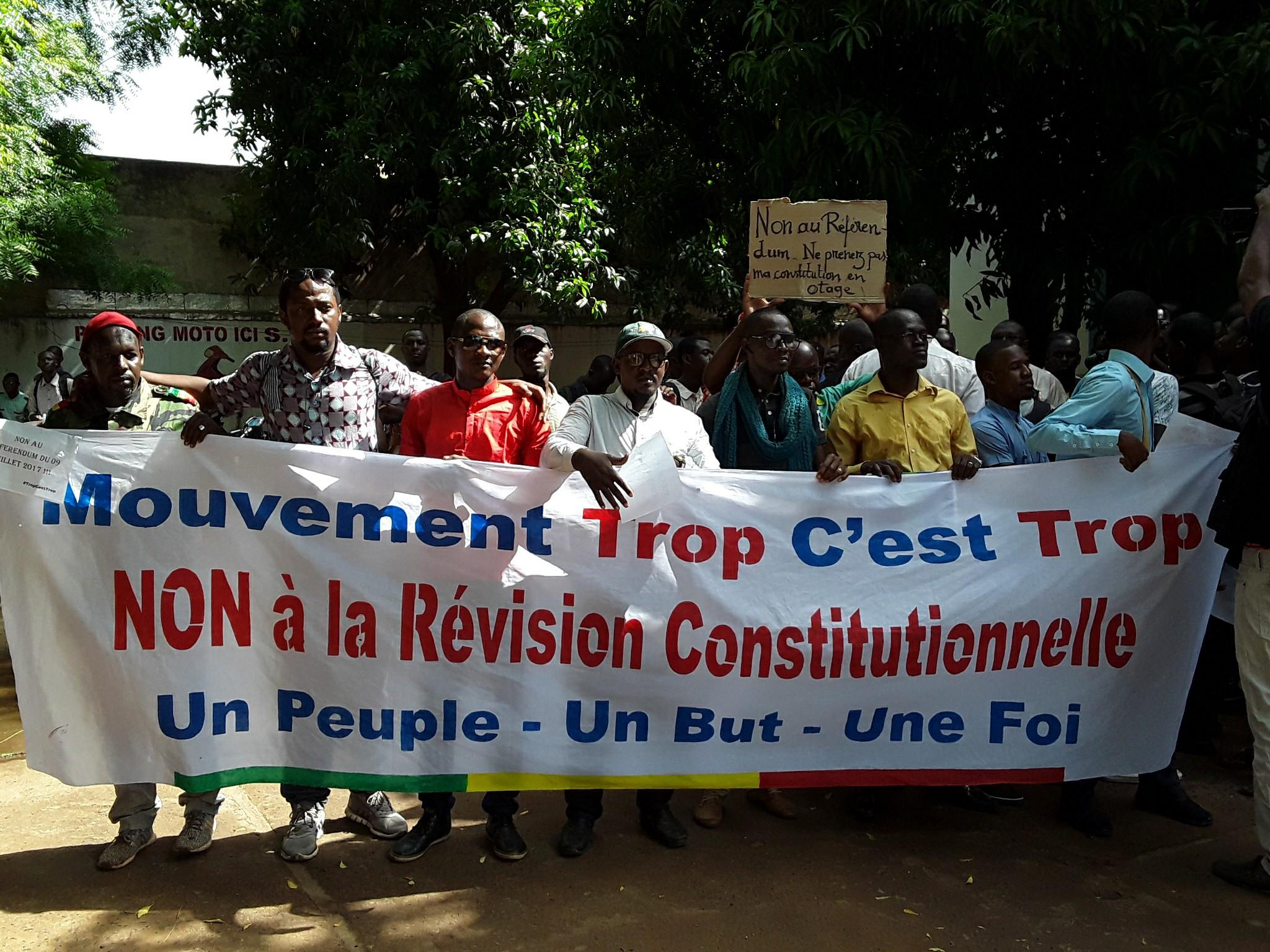
Marche contre le projet de révision constitutionnelle le 8 juin 2017 à Bamako.

L'opposition décide alors de saisir la cour constitutionnelle, l’article 118 de la Constitution interdisant les révisions constitutionnelles quand tout ou partie du pays est occupée par une puissance étrangère. Le 7 juillet, la cour statue sur le sujet en renvoyant le projet de révision de la Constitution devant les députés pour une seconde lecture, dans ce qui est considéré comme une victoire pour le gouvernement, la cour ayant accepté des requêtes jugées de forme tout en rejetant l'argument basé sur l'atteinte à l'intégrité du territoire. Le référendum étant ainsi jugé légal, un passage du texte constitutionnel au vote du parlement est prévu dans les jours qui suivent la décision de la cour.

### Reportsine die
Le gouvernement se refuse néanmoins à avancer une nouvelle date pour la tenue du scrutin. Ibrahim Boubacar Keïta décide de laisser du temps au texte pour son second passage devant l'assemblée, la date du scrutin étant repoussée au moins jusqu'à l'automne, à la rentrée. Le chef de l'État entend en effet tirer les leçons des effets de son manque d'implication de la société civile dans le premier projet, qui aurait donné de lui l'impression « de ne pas être à l'écoute ». Des rencontres avec des membres de la société civile, des chefs religieux et des responsables politiques sont alors menées. IBK multiplie ainsi les consultations, tout en restant résolu sur l'organisation du scrutin, affirmant que « Le référendum aura lieu, il en va de la démocratie ».
Le gouvernement espère également que l'opposition au référendum s'essouffle progressivement au cours de ces quelques mois de délai supplémentaires. Le 16 juillet encore, une troisième manifestation réunissait plus d'une dizaine de milliers de personnes dans le pays.
Le gouvernement organise dès janvier 2019 les assises d'une nouvelle plateforme politique nommée « Ensemble Pour Le Mali » (EPM), dont la vocation est de relancer le débat d'une réforme institutionnelle. Sont notamment présents le Premier ministre Soumeylou Boubèye Maïga, ainsi que le représentant spécial du Secrétaire général de l’ONU au Mali, Mahamat Saleh Annadif. Celui-ci déclare souligne que d’autres ajustements sont devenus nécessaires à la suite de la crise sécuritaire et institutionnelle de 2012 ayant fortement fragilisé les Institutions de la 3e République, avant de rappeler les engagements pris par l’État malien contenus dans l’accord d’Alger de 2015 pour la paix et la réconciliation. « C'est aussi une question de nécessité pour la survie et la stabilité du régime démocratique au Mali ».
À la mi-janvier, le gouvernement met en place un comité d’experts pour la réforme constitutionnelle avec pour objectif de tenir le scrutin en mars de manière consensuelle, avant les législatives prévues la même année. L'opposition réitère cependant son rejet du projet,. Le 22 avril 2019, le président nomme pour nouveau Premier ministre Boubou Cissé. Le 2 mai suivant, un gouvernement d'ouverture est finalement formé auquel participe une grande partie de l'opposition. Malgré l'échec de la formation d'un gouvernement d'« union nationale » regroupant l'ensemble des partis du pouvoir et de l'opposition, le principe d'une application des accords d'Alger et de la mise en œuvre de réformes politiques, institutionnelles, économiques et sociales est acté,.

### Relance et reports successifs
Le projet est finalement remis sur le devant de la scène politique à la suite du coup d'État perpétré le 18 août 2020 par un groupe de militaires, qui aboutit au renversement du président Ibrahim Boubacar Keïta et à la mise en place d'un gouvernement de transition. À la mi-avril 2021, ce dernier annonce l'organisation du référendum pour le 31 octobre suivant, celui-ci devant être suivi d'élections municipales et régionales — les toutes premières de l'histoire du pays, en cas de victoire du oui au référendum — le 26 décembre, puis d'élections présidentielle et législatives le 27 février 2022,.
Le 24 mai 2021, peu après l'annonce du gouvernement Moctar Ouane (2) qui se caractérise par la mise à l'écart des colonels Modibo Koné et Sadio Camara, membres de l'ex-CNSP, Bah N’Daw et le Premier ministre, Moctar Ouane, sont interpelés par des militaires proches du vice-président Goïta et conduits sous escorte militaire à Kati. L'armée annonce le lendemain que le vice-président a mis « hors de leurs prérogatives » le président de la Transition et le Premier ministre de transition — qu'il accuse du « sabotage [de la transition] » —, pour ne pas l'avoir consulté lors de la formation du gouvernement mais que les élections sont toujours prévues pour 2022.
Pour espérer une tenue le 31 octobre, les électeurs devaient être convoqués au plus tard le 15 septembre 2021, ce qui n'a pas eu lieu. Des doutes surgissent cependant courant septembre 2021 quant à la tenue des scrutins à la date prévue, le gouvernement de transition affirmant ouvertement ne pas leur donner la priorité sur les réformes institutionnelles. L'ampleur de ces dernières ainsi que l'absence de préparation du dispositif électoral à moins de six mois des élections font alors craindre le report de ces dernières. Plusieurs partis maliens réclament alors le respect de l'échéance promise, dont le Parti pour la renaissance nationale et celui des Forces alternatives pour le renouveau et l'émergence,.
En décembre 2021, à l'issue des Assises nationales pour la refondation qui proposent de prolonger la transition de six mois à cinq ans pour mener des réformes politiques, Assimi Goïta propose de prolonger de cinq ans la transition, une proposition qui sera discutée lors du sommet extraordinaire de la CEDEAO du 9 janvier suivant. Il propose d'organiser le scrutin en janvier 2024. Le 7 juin 2022, la transition est finalement prolongée jusqu'au 26 mars 2024. Le 10 juin est nommée une commission de rédaction d'une nouvelle Constitution, qui doit publier le texte dans les deux mois. L'avant-projet est publié le 12 octobre 2022, puis le projet final le 27 février 2023.
Une tenue du scrutin en mars 2023 est évoquée. Le scrutin est ensuite fixé au 19 mars 2023. La campagne électorale a lieu un mois plus tôt. Pour se dérouler dans les délais, le corps électoral aurait dû être convoqué le 17 février. 
Le 10 mars, la junte au pouvoir annonce le léger report du référendum constitutionnel prévu le 19 mars 2023. Le 5 mai 2023, la junte au pouvoir annonce dans un décret la tenue le 18 juin 2023 du référendum sur une nouvelle constitution.

## Objet
Le texte de cette constitution instituant la « Quatrième République » transforme le régime semi-présidentiel en régime présidentiel dans lequel les pouvoirs du président de la République sont accrus significativement, en plus d'un pouvoir de dissolution parlementaire que les chefs d'État ne possèdent généralement pas dans un régime présidentiel,. Chargé de la conduite de la politique de la nation, il nomme et renvoie un Premier ministre et un gouvernement responsables uniquement devant lui, sans tenir compte du Parlement dont il peut décider seul de la dissolution,,. Bien qu'instituant lui aussi un régime présidentiel, l'avant-projet n'octroyait pas au président de la République le droit de dissolution de l'Assemblée nationale.
Le président peut avoir recours sur sa seule décision à des plébiscites présidentiels portant sur des questions d'intérêt national ou sur l’organisation des pouvoirs publics, après avis consultatif de la Cour constitutionnelle. En tant que « Garant de l'indépendance du pouvoir judiciaire », il préside le Conseil suprême de la magistrature. Il peut soumettre des projets de loi au parlement. À travers le gouvernement qui a pour seul rôle de mettre en œuvre sa politique, il peut également contraindre le parlement à voter le texte d'une loi sur la base des seuls amendements proposés ou acceptés par le gouvernement, voire à l'autoriser à gouverner temporairement par décrets. En retour, le parlement peut le destituer, mais uniquement sur la base d'une « haute trahison », via un processus long et complexe. Une motion de destitution doit être proposée par les trois quarts des membres d'une chambre, être examinée et adoptée par une commission d'enquête, puis votée à la majorité absolue à quinze jours d'intervalles par chacune des deux chambres. La destitution en elle-même n'intervient alors que si le parlement réuni en congrès la vote à la majorité qualifiée des trois quarts de ses membres,.
Le président de la République est élu au suffrage universel direct pour un mandat de cinq ans, renouvelable une seule fois. Les candidats à la présidence doivent être de nationalité malienne de naissance, être âgés d'au moins 35 ans, et au maximum de 75 ans. En cas de double nationalité, le candidat doit y renoncer pour pouvoir présenter sa candidature. Si le coup d'État est défini comme un « crime imprescriptible contre le peuple malien » par l'article 187, le suivant amnistie explicitement les auteurs des coups d'État antérieurs à la nouvelle constitution, ceux-ci ne pouvant « en aucun cas, faire l’objet de poursuite, d’instruction ou de jugement. »,. La limitation à deux mandats est en revanche l’objet d'une « clause d'éternité », l'article 185 dispose en effet que « La forme républicaine de l’État, la laïcité, le nombre de mandats du président de la République et le multipartisme ne peuvent faire l’objet de révision »,.
Le président nomme la plupart des dirigeants des institutions publiques, dont le président de la Cour constitutionnelle, dont les neuf membres sont de sept ans non renouvelables à raison de deux par le président de la République, un chacun par les présidents de l’Assemblée nationale et du Sénat, deux par le Conseil supérieur de la magistrature, deux en tant qu'enseignants-chercheurs de droit public désignés par un collège constitué par les recteurs des universités publiques de droit, et un par l’Ordre des avocats. Cette restriction du mandat de la Cour et le caractère plus varié de la nomination de ses membres est jugée positive, les décisions controversées de la Cour dans le cadre des élections législatives de 2020 ayant contribué au déclenchement du coup d'État organisé quatre mois plus tard.
Le projet conserve de sa mouture initiale les décisions prises lors de l'accord d'Alger. La régionalisation en dix régions dont deux nouvellement créées au nord est ainsi entérinée, de même que le passage au bicaméralisme avec la création d'un Sénat chargé de donner une meilleure représentativité au nord du pays, faiblement peuplé mais très étendu. Ce dernier se compose pour trois quarts de sénateurs élus pour cinq ans au scrutin indirect par les élus des collectivités territoriales, le quart restant étant nommé par le président afin de représenter les autorités et les légitimités traditionnelles et la diaspora, ainsi que des personnalités ayant honoré le service de la Nation,. La chambre haute, qui portait le nom de Haut Conseil de la nation, est dénommée Sénat dans le texte final.
Le texte légalise également les tribunaux traditionnels et religieux tout en conservant la désignation du pays comme un « État laïc ».
Il fait des langues nationales du pays les langues officielles, mais sans les nommer explicitement, tandis que le français devient une « langue de travail ». Le gouvernement peut par ailleurs adopter d'autres langues de travail,. Le Mali comporte alors un total de treize langues nationales reconnues par le décret n° 159 du 19 juillet 1982, une situation jugée propice à la « confusion » et à « l'affaiblissement de la cohésion sociale » dans la population
L'article 184 rend obligatoire pour toute future révision constitutionnelle un vote de l'amendement par les deux tiers du total des membres de chacune des deux chambres du parlement, suivi d'une approbation par référendum,.
La légitimité du projet de nouvelle constitution soumis à référendum est par ailleurs remise en cause, le processus dans son ensemble étant jugé inconstitutionnel. En effet, si le décret de convocation du référendum du président de la transition, Assimi Goïta, fait directement référence à la Constitution de 1992, cette dernière impose qu'un référendum constitutionnel soit précédé d'un vote du projet par les deux tiers des membres de l'Assemblée nationale, vote qui n'a pas eu lieu,,

## Campagne
Outre l'armée au pouvoir, le projet est notamment soutenu par l’Union pour la république et la démocratie (URD) et l'Alliance démocratique pour la paix – Maliba (ADP-Maliba), qui souhaitent mettre un terme rapidement à la transition.
Une partie de l'opposition dont la Convergence pour le développement du Mali (CODEM) s'oppose en revanche au processus, pointant son caractère inconstitutionnel. La composition de l’autorité indépendante de gestion des élections (AIGE) est également remise en cause, Assimi Goïta ayant nommé dix de ses quinze membres au lieu des trois prévus par la loi, ce qui amène le chef de la Mission d’observation des élections du Mali (Modele), Ibrahima Sangho, à qualifier l'AIGE d'« institution acquise à la cause des militaires ».
La conservation de la mention du pays en tant qu'« État laïc » vaut au projet l'opposition de la Ligue malienne des imams et érudits pour la solidarité islamique au Mali (Limama), opposé au principe de laïcité.

## Résultats
| Choix                     | Votes     | %     |
| ------------------------- | --------- | ----- |
| Pour                      | 3 110 877 | 96,91 |
| Contre                    | 99 309    | 3,09  |
|                           |           |       |
| Votes valides             | 3 210 186 | 99,19 |
| Votes blancs et invalides | 25 241    | 0,81  |
| Total                     | 3 235 427 | 100   |
| Abstention                | 5 227 657 | 61,77 |
| Inscrits/Participation    | 8 463 084 | 38,23 |

## Analyse
La nouvelle constitution est approuvée par 97 % des voix, pour une participation de 38 %, en baisse par rapport au scrutin de 1992,,,. Le référendum est boycotté par une partie de l'opposition, qui juge le texte constitutionnel « taillé sur mesure » pour les militaires putschistes, qui sont notamment exonérés de poursuites et désormais éligibles à la élection présidentielle prévue en 2024, tandis que les pouvoirs présidentiels sont renforcés.
L'organisation du référendum se trouve entravée dans le nord et le centre du pays, dont à Kidal, les groupes armés du Nord s'opposant au texte,. Le scrutin est également émaillé d'incidents et d'irrégularités sur le reste du territoire selon les observateurs,.
Réitérant son opposition à la tenue même du référendum qu'elle juge illégitime, l'opposition qualifie le résultat d'« acte de désaveu » pour les militaires au pouvoirs, pointant la faible participation démontrant selon le dirigeant de l'Union soudanaise – Rassemblement démocratique africain Daba Diawara que la majorité de la population ne soutient pas le projet de constitution. Le taux de participation annoncé par les autorités entre par ailleurs en contradiction avec les constatations sur le terrain de la Mission d’observation des élections du Mali (Modele) et la Coalition pour l’observation citoyenne des élections au Mali (Cocem) — seuls observateurs autorisés par le pouvoir — qui l'estiment pour leur part à environ 28 %. L'impossibilité de tenir le scrutin dans le nord du pays dont notamment Kidal est également monté en épingle par l'opposition, qui souligne que la constitution de 1992 encore en vigueur dispose que le peuple tout entier doit pouvoir s'exprimer, et n'autorise pas les révisions constitutionnelles lorsqu'il est porté atteinte à l’intégrité du territoire national.Cette situation amène l'opposition à déposer des recours devant la Cour constitutionnelle afin d'obtenir l'annulation du vote,,. La cour finit cependant par valider les résultats le 21 juillet, en indiquant ne pas avoir comptabilisé les résultats dans « certaines localités », sans donner plus de précisions,.
La promulgation de la nouvelle constitution le 22 juillet 2023 ouvre la voie à la tenue d'une élection présidentielle et d'élections législatives devant mettre fin à la période de transition que connaît le Mali depuis 2020, et assurer le retour du pouvoir aux civils,. Le vote du nouveau texte constitutionnel est notamment perçu comme une première étape vers un maintien de la junte au pouvoir avec la candidature probable d'Assimi Goïta à la présidence. Le contrôle de la junte sur le pays se verrait alors légitimé par les urnes, barrant la route à une véritable transition démocratique,,,.